# حقوق رقمية
يصف المصطلح الحقوق الرقمية حقوق الإنسان التي تسمح للفرد بالوصول إلى الإعلام الرقمي واستخدامه وإنشائه ونشره أو الوصول إلى أجهزة الحاسوب وغيرها من الأجهزة الإلكترونية أو شبكات الاتصال واستخدامها. ويتعلق هذا المصطلح بشكل خاص بحماية وإعمال الحقوق الموجودة، مثل الحق في السرية أو حرية التعبير في سياق التقنيات الرقمية الجديدة، وخصوصًا شبكة الإنترنت.
ويتم اعتبار الوصول إلى شبكة الإنترنت حقًا تكفله قوانين الدول المتعددة.

## حقوق الإنسان وشبكة الإنترنت
لقد تم تحديد مجموعة من حقوق الإنسان على أنها ذات صلة بالأمر فيما يتعلق بشبكة الإنترنت. وهي تشتمل على ما يلي: حرية التعبير وحماية البيانات والخصوصية وحرية التنظيم. وبالإضافة إلى ذلك، تم تحديد الحق في التعليم والثنائية اللغوية وحقوق المستهلك وبناء القدرات في سياق حق التطوير كذلك.
وقد تم وصف حقوق الإنسان بأنها «الرابط المفقود» بين المنهجيات المعتمدة على التقنيات وتلك المعتمدة على القيم فيما يتعلق بشبكة الإنترنت.
وقد ذكرت رواية وردت في تقرير صدر في نوفمبر من عام 2011 عن وكالة الأنباء الكاثوليكية (CNS) حول مقالة افتتاحية في مجلة اليسوعيين La Civilta Cattolica ما يلي:

وشبكة الإنترنت عبارة عن سلعة عامة وعالمية يجب أن تتاح للوصول للجميع مع احترام حقوق الآخرين، وذلك حسب ما قالت مجلة اليسوعيين ذات التأثير.
وفي حالات الأنظمة القمعية التي تحظر الوصول إلى المعلومات ووسائل الاتصال، يجب أن تعمل الحكومات الديمقراطية على ضمان القدرة على الوصول إلى شبكة الإنترنت وتبني المبادئ العامة التي تضمن احترام استخدام الشبكة لحقوق الإنسان العالمية، وذلك حسب ما جاء في أحد المقالات الافتتاحية في لا سيفيلتا كاتوليكا (La Civilta Cattolica)، وهي مجلة لليسوعيين تتم مراجعتها من قبل الفاتيكان قبل نشرها.
وقد ورد في المقال الافتتاحي الذي تم نشره في السابع عشر من نوفمبر «ما يسمح به القانون أو يحظره بعيدًا عن شبكة الإنترنت يجب أن يسري في حالة التعامل مع شبكة الإنترنت».
وقد قال المقال إن «التوافق الدولي واسع النطاق فقط» حول المواد المتاحة عبر الإنترنت، والتي يجب حظرها، يتعلق بإباحية الأطفال والإرهاب عبر الإنترنت.
وقد قالت المجلة اليسوعية إنه مع إساءة استخدام الأفراد لحرية التعبير، من خلال الاستغلال المحتمل للشركات لمستخدمي الكمبيوتر من أجل تحقيق أرباح مالية والأنظمة القمعية التي تحظر وصول المعلومات إلى مواطنيها، يحتاج العالم إلى «ميثاق للحقوق البشرية للإنترنت».

وقد انتقدت مؤسسة الحدود الإلكترونية (Electronic Frontier Foundation) حكومة الولايات المتحدة للتفكير في فقد الأشخاص لحقوق الملكية أثناء عملية الاستحواذ على شركة ميغا أبلود (Megaupload) من خلال تخزين البيانات على خدمة كمبيوترية سحابية.

## ضمان إتاحة الوصول بشكل واسع النطاق و/أو منع القيود غير المقبولة
تبنت العديد من البلدان قوانين تفرض على الحكومة العمل لضمان إتاحة الوصول بشكل واسع النطاق إلى الإنترنت و/أو منع الدولة من فرض قيود غير مقبولة على قدرة الفرد على الوصول إلى المعلومات وشبكة الإنترنت:
- كوستاريكا: نص قرار للمحكمة العليا في كوستا ريكا صدر في الثلاثين من يوليو عام 2010 ما يلي: «دون الخوف من المراوغة، يمكن أن نقول إن هذه التقنيات [تقنيات المعلومات والاتصالات] قد أثرت على طريقة تواصل البشر، حيث سهلت الاتصال بين البشر والمؤسسات في مختلف أرجاء العالم، كما حدت من قيود المسافة والزمن. وفي هذا الوقت، أصبح الوصول إلى هذه التقنيات أداة أساسية لتسهيل ممارسة الحقوق الأساسية والمشاركة الديمقراطية (الديمقراطية عبر الإنترنت) وسيطرة المواطن والتعليم وحرية التفكير والتعبير والوصول إلى المعلومات والخدمات العامة المتاحة عبر الإنترنت والحق في التواصل مع الحكومة إلكترونيًا والشفافية الإدارية وغير ذلك. ويشتمل هذا على الحق الأساسي في الوصول إلى هذه التقنيات، خصوصًا، الحق في الوصول إلى شبكة الإنترنت أو شبكة الويب العالمية.»[7]
- إستونيا: في عام 2000، أطلق البرلمان برنامجًا ضخمًا لتوسيع القدرة على الوصول إلى شبكة الإنترنت في مختلف أرجاء الدولة. وتقول الحكومة إن شبكة الإنترنت أمر ضروري للحياة في القرن الحادي والعشرين.[8]
- فنلندا: بحلول شهر يوليو عام 2010، كان يحق لكل شخص في فنلندا الحصول على اتصال نطاق عريض بقدرة واحد ميجا بت في الثانية، وذلك حسب تصريح وزارة النقل والاتصالات الفنلندية. وبحلول عام 2015، تم الوصول إلى 100 ميجابت في الثانية.[9]
- فرنسا: في يونيو عام 2009، أعلن المجلس الدستوري، وهو أعلى محكمة في فرنسا، أن القدرة على الوصول إلى شبكة الإنترنت هو حق أساسي من حقوق الإنسان في قرار شديد اللهجة ضاربًا بعرض الحائط أجزاءً من قانون الإنشاء والإنترنت (HADOPI)، وهو قانون يستخدم لتتبع من يسيء الاستخدام وقطع القدرة على الوصول إلى شبكة الإنترنت بدون مراجعة قضائية عن أولئك الذين يستمرون في تحميل مواد ضارة بعد إرسال تحذيرين إليهم[10]
- اليونان: البند 5(أ) من دستور اليونان ينص على أن كل الأشخاص يحق لهم المشاركة في مجتمع المعلومات وأن الدولة ملزمة بتسهيل إنتاج المعلومات التي يتم بثها بشكل إلكتروني وتبادلها ونشرها والوصول إليها.[11]
- إسبانيا: بدءًا من عام 2011، توجب على شركة تليفونيكا (Telefónica)، وهي الشركة الحكومية المحتكرة سابقًا التي تملك عقد «الخدمات الشاملة» في الدولة، أن تضمن توفير نطاق عريض بسعر «معقول» بقدرة واحد ميجا بت في الثانية على الأقل في مختلف أرجاء إسبانيا.[12]

## ميثاق حقوق الإنترنت لجمعية الاتصالات المتقدمة (APC)
تم وضع ميثاق حقوق الإنترنت على يد جمعية الاتصالات المتقدمة في ورشة عمل حقوق شبكة الإنترنت في جمعية الاتصالات المتقدمة بأوروبا، والتي تم عقدها في براغ، في فبراير عام 2001.
وهذا الميثاق يقوم على ميثاق الاتصالات الشعبي وهو يهدف إلى تطوير سبع أفكار رئيسية، هي: الوصول إلى الإنترنت للجميع، وحرية التعبير وحرية التنظيم، والوصول إلى المعارف والتعليم المشترك والتأليف - البرمجيات مفتوحة المصدر المجانية وتطوير التقنيات، والخصوصية والمراقبة والتشفير، وحوكمة الإنترنت، وحماية الوعي وإعمال الحقوق.
وتذكر جمعية الاتصالات المتقدمة أن القدرة على مشاركة المعلومات والتواصل بحرية باستخدام شبكة الإنترنت أمر ضروري من أجل إعمال حقوق الإنسان على النحو المجسد في الإعلان العالمي لحقوق الإنسان والعهد الدولي الخاص بالحقوق الاقتصادية والاجتماعية والثقافية والعهد الدولي الخاص بالحقوق المدنية والسياسية واتفاقية القضاء على جميع أشكال التمييز ضد المرأة."

## القمة العالمية حول مجتمع المعلومات (WSIS)
في ديسمبر عام 2003، تم عقد القمة العالمية حول مجتمع المعلومات (WSIS) تحت رعاية الأمم المتحدة (UN). وبعد مفاوضات طويلة بين الحكومات والشركات وممثلي المجتمع المدني، تم تبني إعلان مبادئ القمة العالمية حول مجتمع المعلومات، والذي يعيد التأكيد على حقوق الإنسان:

"إننا نعيد تأكيدنا على شمولية كل حقوق الإنسان والحريات الأساسية وعدم تجزئتها والترابط بينها، بما في ذلك حق التطوير على النحو الموضح في إعلان فيينا. كما أننا نعيد تأكيدنا كذلك على أن الديمقراطية والتطوير المستدام واحترام حقوق الإنسان والحريات الأساسية بالإضافة إلى الحوكمة الرشيدة على كل المستويات هي عوامل مترابطة ويقوي بعضها بعضًا. كما أننا نعقد العزم كذلك على تقوية سيادة القانون في الشئون الدولية وكذلك الشئون القومية

كما يشير إعلان القمة العالمية حول مجتمع المعلومات بشكل خاص إلى أهمية حق حرية التعبير في «مجتمع المعلومات» عندما قال:

«نحن نؤكد مجددًا على أن للجميع الحق في حرية الرأي والتعبير، كأساس ضروري لمجتمع المعلومات، وكما هو موضح في البند 19 من الإعلان العالمي لحقوق الإنسان، وأن هذا الحق يشتمل على الحرية في تبني الآراء بدون تدخل، بالإضافة إلى الحق في البحث عن المعلومات والأفكار وتلقيها ونقلها عبر أية وسيطة بغض النظر عن الحدود. ويعد الاتصال عملية اجتماعية جوهرية، وحاجة بشرية أساسية، كما أنها تعد بمثابة الأساس لكل المنظمات الاجتماعية. وهو أمر مركزي في مجتمع المعلومات. ويجب أن تتاح الفرصة للجميع في كل مكان للمشاركة، ويجب ألا يتم استثناء أي شخص من الامتيازات التي يوفرها مجتمع المعلومات.»

كما أقر إعلان مبادئ القمة العالمية حول مجتمع المعلومات كذلك «بأنه من الضروري منع استخدام موارد وتقنيات المعلومات للأغراض الجنائية والإرهابية، مع احترام حقوق الإنسان.»
ويعلق ولفجانج بينيديك قائلاً إن إعلان القمة العالمية حول مجتمع المعلومات لا يحتوي إلا على مجموعة من الإشارات إلى حقوق الإنسان، ولا يوضح أي إجراءات أو آليات لضمان أن يتم أخذ حقوق الإنسان في الاعتبار بشكل عملي.

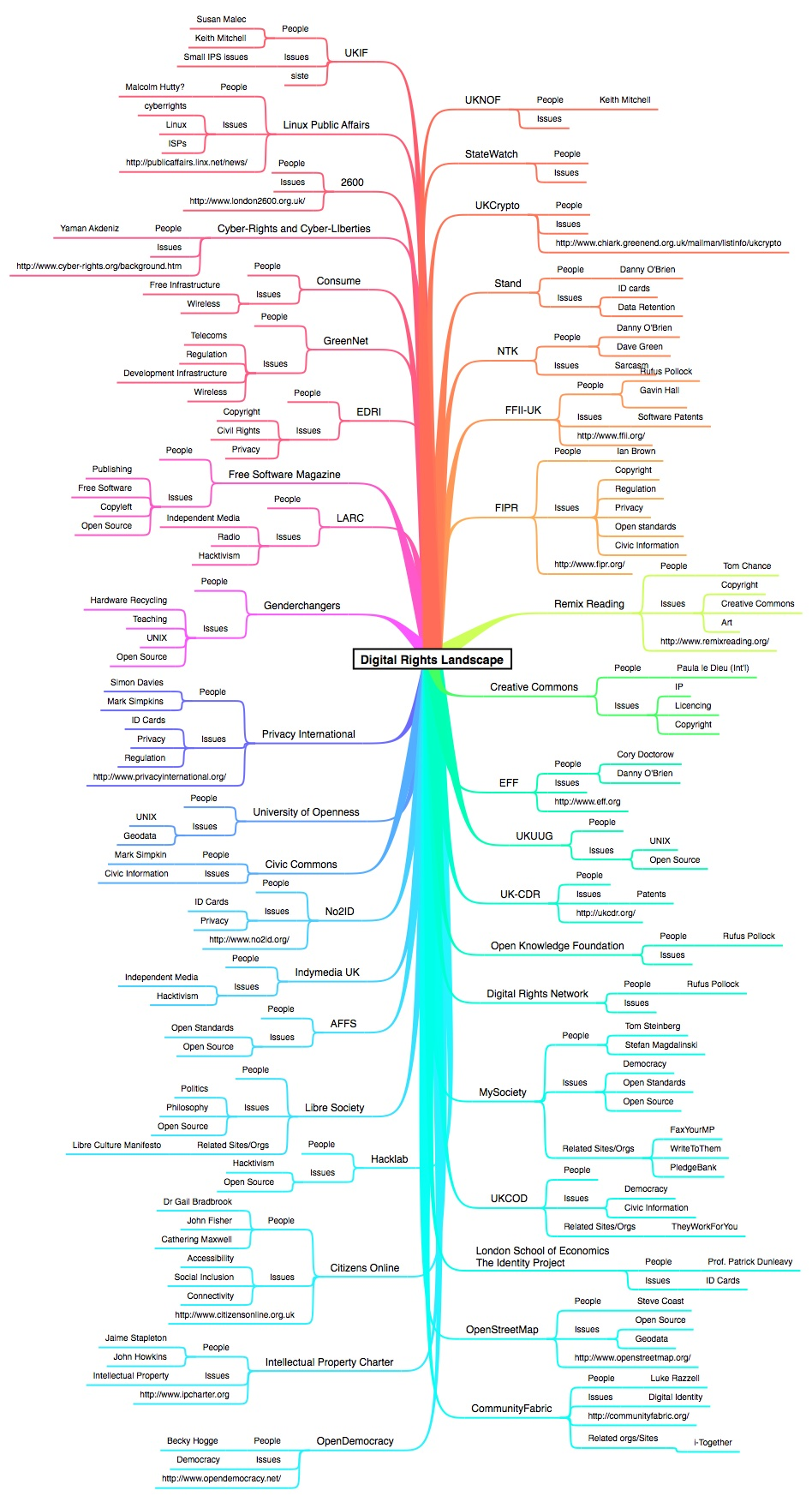
نطاق الحقوق الرقمية

## نطاق الحقوق الرقمية
في عام 2005، نشرت مجموعة الحقوق المفتوحة (Open Rights Group) في المملكة المتحدة نطاقًا للحقوق الرقمية، توثق من خلاله مجموعة المنظمات والأشخاص الناشطين في سبيل الحفاظ على الحقوق الرقمية. ويربط الشكل التوضيحي المجموعات والأفراد ومواقع الويب بمجالات الاهتمام.

## وثيقة حقوق الإنترنت
ظهر التحالف الديناميكي لوثيقة حقوق الإنترنت في إطار الاستعداد للقمة العالمية حول مجتمع المعلومات (WSIS) التي عقدت في عام 2008 في ريو. وفي جزء منها، عقد التحالف منتدى حواريًا إعداديًا كبيرًا حول حقوق الإنترنت في روما، في سبتمبر عام 2007. وقد حدد المنتدى الحواري أن الهدف لم يكن تطوير وثيقة حقوق قانونية جديدة، ولكن كان يكمن في العمل على مجموعة من الإرشادات التي تفسر حقوق الإنسان الحالية فيما يتعلق بالاحتياجات والتحديات التي تواجه مجتمع المعلومات. ويهدف التحالف إلى تخزين الوثائق الدولية لحقوق الإنسان الحالية وأن يقوم بدور منصة المشاركة من أجل تفسير محتويات وثيقة حقوق الإنترنت.

## مبادرة الشبكة العالمية
في التاسع والعشرين من أكتوبر عام 2008، تم تأسيس مبادرة الشبكة العالمية (GNI) بموجب «مبادئ حرية التعبير والخصوصية» الخاصة بها. وقد تم إطلاق المبادرة في العيد الستين للإعلان العالمي لحقوق الإنسان (UDHR)، وهي تقوم على القوانين والمعايير المقبولة دوليًا [لحقوق الإنسان المتعلقة بحرية التعبير والخصوصية والموضحة في الإعلان العالمي لحقوق الإنسان والعهد الدولي الخاص بالحقوق المدنية والسياسية (ICCPR) والعهد الدولي الخاص بالحقوق الاقتصادية والاجتماعية والثقافية (ICESCR).
وتشتمل قائمة المشاركين في المبادرة على مؤسسة الحدود الإلكترونية (Electronic Frontier Foundation) والمنظمة الدولية للدفاع عن حقوق الإنسان هيومن رايتس ووتش وجوجل ومايكروسوفت وياهو وغيرها من الشركات الضخمة والمستثمرين والأكاديميين والمنظمات غير الحكومية العاملة في مجال حقوق الإنسان.
ووفقًا لبعض التقارير، فقد تمت دعوة شركة سيسكو سيستمز (Cisco Systems) إلى المناقشات المبدئية، إلا أنها لم تشارك في المبادرة. وقد استبعدت شركة هارنجتون إنفستمنتز (Harrington Investments)، التي اقترحت أن تقوم شركة سيسكو بإنشاء مجلس لحقوق الإنسان، أن تكون مدونة مبادرة الشبكة العالمية مدونة سلوك تطوعية يمكن أن يكون لها أي تأثير. وقد قال جون هارينجتون عن تلك المبادرة إنها «ضجيج لا معنى له»، ودعا بدلاً من ذلك إلى طرح لوائح تجبر مجالس الإدارات على قبول المسئوليات المتعلقة بحقوق الإنسان.

## استطلاع الرأي العام العالمي لخدمة بي بي سي العالمية
تم إجراء استطلاع رأي شمل 27973 شخصًا بالغًا من 26 دولة، بما في ذلك 14306 مستخدمين للإنترنت، لصالح خدمة بي بي سي العالمية على يد شركة جلوبسكان (GlobeScan) العالمية المتخصصة في إجراء استطلاعات الرأي، وذلك باستخدام الاتصالات الهاتفية واللقاءات الشخصية في الفترة بين الثلاثين من نوفمبر 2009 والسابع من فبراير 2010. وقد أوضح رئيس شركة جلوبسكان دوغ ميللر، بصفة عامة، أن الاستطلاع أظهر ما يلي:
رغم مشاعر القلق تجاه الخصوصية والخداع، يرى الناس في مختلف أرجاء العالم الوصول إلى الإنترنت على أنه حق جوهري لهم. وهم يعتقدون أن شبكة الويب هي قوة تستخدم للخير، ولا يرغب أغلبهم في أن تقوم الحكومات بتنظيم تلك الشبكة.
وتشتمل النتائج التي تم الحصول عليها من هذا الاستطلاع على ما يلي:
- تقريبًا أربعة من كل خمسة أشخاص (78%) من مستخدمي الإنترنت شعروا أن شبكة الإنترنت قد وفرت لهم حرية أكبر.
- شعر أغلب مستخدمي الإنترنت (53%) أنه «يجب ألا يتم تنظيم شبكة الإنترنت من خلال أي مستوى من المستويات الحكومية في أي مكان».
- انقسمت الآراء بشكل متساوٍ بين مستخدمي الإنترنت الذين شعروا أن «شبكة الإنترنت هي مكان آمن للتعبير عن آرائي» (48%) في حين أن من لا يوافق على هذا الرأي كانت نسبته (49%).
- تشتمل أوجه شبكة الإنترنت التي تسبب أكبر قدر ممكن من القلق على ما يلي: الخداع (32%)، والمحتويات العنيفة والصريحة (27%)، وتهديدات الخصوصية (20%)، ورقابة الدولة على المحتويات (6%)، ومدى تواجد الشركات (3%).
- شعر أربعة تقريبًا من كل خمسة مستخدمين وغير مستخدمين للإنترنت في مختلف أرجاء العالم بأن الوصول إلى شبكة الإنترنت كان حقًا جوهريًا (50% منهم يوافقون على ذلك بشدة، و29% منهم يوافقون إلى حد ما، في حين أن 9% منهم لا يوافقون إلى حد ما، و6% لا يوافقون بشدة، في حين أن 6% منهم لم يعبروا عن رأيهم).[26]

## توصيات المقرر الخاص للأمم المتحدة
تشتمل التوصيات الـ 88، التي قدمها المقرر الخاص والمتعلقة بتعزيز وحماية الحق في حرية التعبير والرأي والتي سردها في تقرير صدر في مايو عام 2011 وقدمه إلى مجلس حقوق الإنسان في الجمعية العامة للأمم المتحدة، على العديد من التوصيات التي تؤثر على موضوع الوصول إلى شبكة الإنترنت:
67. بخلاف أي وسيطة أخرى، تتيح شبكة الإنترنت للشخص القدرة على البحث عن المعلومات والأفكار وتلقيها والتعرف عليها من كل الأنواع بشكل فوري وبدون تكلفة وبما يتجاوز الحدود الوطنية. ومن خلال توسيع قدرات الأفراد بشدة للاستمتاع بحقوقهم في حرية الرأي والتعبير، والتي تعد «أحد عوامل التمكين» للبشر الآخرين، فإن شبكة الإنترنت تعزز التنمية الاقتصادية والاجتماعية والسياسية، كما أنها تساهم كذلك في تطوير البشرية ككل. وفي هذا الخصوص، يشجع المقرر الخاص المفوضين الآخرين بتنفيذ إجراءات خاصة بالمشاركة في موضوع شبكة الإنترنت فيما يتعلق بالتفويضات الخاصة بهم.
78. في حين أن الدول اتخذت إجراءات للمنع وللترشيح تمنع وصول المستخدمين إلى محتويات بعينها على شبكة الإنترنت، إلا أن بعض الدول قد اتخذت كذلك إجراءات لقطع الوصول إلى شبكة الإنترنت بمجملها. ويرى المفوض الخاص أن قطع شبكة الإنترنت عن مستخدميها، بغض النظر عن التبريرات التي يتم توفيرها، بما في ذلك أسس انتهاك قوانين حقوق الملكية الفكرية، أمر غير مناسب، وبالتالي فإنه يعد بمثابة انتهاك للبند التاسع عشر، الفقرة الثالثة من المعاهدة الدولية للحقوق المدنية والسياسية.
79. يدعو المقرر الخاص كل الدول إلى ضمان توفير الوصول إلى شبكة الإنترنت بصفة دائمة، بما في ذلك فترات الاضطرابات السياسية.
85. عندما نأخذ في الاعتبار أن شبكة الإنترنت قد أصبحت أداة لا غنى عنها لتوفير مجموعة من حقوق الإنسان ومكافحة عدم المساواة وتسريع التنمية والتطور البشري، يجب أن نضمن أن يكون الوصول العالمي إلى شبكة الإنترنت أولوية لكل الدول. وبالتالي، يجب أن تقوم كل دولة بتطوير سياسة راسخة وفعالة، بالتشاور مع الأفراد من كل قطاعات المجتمع، بما في ذلك القطاع الخاص ووزراء الحكومة ذوي الصلة، من أجل إتاحة شبكة الإنترنت وتسهيل الوصول لها على نطاق واسع، بالإضافة إلى جعلها متاحة لكل قطاعات المجتمع.
لقد أدت هذه التوصيات إلى اقتراح أن يتم اعتبار جعل الوصول إلى شبكة الإنترنت في حد ذاته، أو يجب أن يتم اعتباره في المستقبل، حقًا جوهريًا من حقوق الإنسان.

## استطلاع رأي مستخدمي شبكة الإنترنت العالميين لجمعية الإنترنت
في يوليو وأغسطس من عام 2012، قامت جمعية الإنترنت بإجراء مقابلات مباشرة مع أكثر من 10 آلاف مستخدم من مستخدمي شبكة الإنترنت في 20 دولة. وإليكم أدناه ملخصًا لبعض النتائج المتعلقة بالحقوق الرقمية والوصول إلى شبكة الإنترنت.
| السؤال | عدد الإجابات | الإجابات                                                                                          |
| --- | ------------ | ------------------------------------------------------------------------------------------------- |
| يجب أن يعتبر الوصول إلى شبكة الإنترنت حقًا أساسيًا من حقوق الإنسان.                                                                      | 10,789       | 83% يوافقون إلى حد ما أو بشدة، 14% لا يوافقون إلى حد ما أو بشدة، 3% لا يعرفون                     |
| تمتلك كل دولة الحق في السيطرة على شبكة الإنترنت بالطريقة التي تراها ملائمة.                                                            | 10,789       | 67% يوافقون إلى حد ما أو بشدة، 29% لا يوافقون إلى حد ما أو بشدة، 4% لا يعرفون/لا يسري الأمر عليهم |
| يفيد مستخدمو الإنترنت المجتمع بشكل أكبر من إضرارهم به.                                                                                 | 10,789       | 83% يوافقون إلى حد ما أو بشدة، 13% لا يوافقون إلى حد ما أو بشدة، 4% لا يعرفون/لا يسري الأمر عليهم |
| السيطرة المتزايدة للحكومة على شبكة الإنترنت تجعلني أستخدم شبكة الإنترنت بشكل أقل.                                                      | 9,717        | 57% يوافقون إلى حد ما أو بشدة، 39% لا يوافقون إلى حد ما أو بشدة، 5% لا يعرفون/لا يسري الأمر عليهم |
| السيطرة المتزايدة للحكومة على شبكة الإنترنت يمكن أن تزيد من عدد المستخدمين.                                                            | 9,717        | 40% يوافقون إلى حد ما أو بشدة، 52% لا يوافقون إلى حد ما أو بشدة، 8% لا يعرفون/لا يسري الأمر عليهم |
| يجب أن تضع الحكومات أولوية عليا لتوسيع نطاق شبكة الإنترنت وامتيازاتها في دولتي.                                                        | 10,789       | 83% يوافقون إلى حد ما أو بشدة، 11% لا يوافقون إلى حد ما أو بشدة، 5% لا يعرفون/لا يسري الأمر عليهم |
| لكي تصل شبكة الإنترنت إلى أقصى قدراتها في دولتي، يجب أن يتمكن الناس من الوصول إلى شبكة الإنترنت بدون فرض قيود على البيانات والمحتويات. | 10,789       | 79% يوافقون إلى حد ما أو بشدة، 17% لا يوافقون إلى حد ما أو بشدة، 4% لا يعرفون/لا يسري الأمر عليهم |

## مجموعات الدفاع عن الحقوق الرقمية
- الحقوق الرقمية في أيرلندا
- مؤسسة الحدود الإلكترونية
- جمعية مستهلكي وسائل الترفيه
- الحقوق الرقمية في أوروبا
- مؤسسة البرامج المجانية
- جمعية تقنيات الإنترنت - السياسة في الدنمارك
- مجموعة الحقوق المفتوحة
- المعرفة العامة
- TestPAC، لجنة إجراءات سياسية أمريكية

## وصلات خارجية
- موقع الحوار المتمدن، كتابة ساخرة حول حرية التعبير في الدول الديكتاتورية، بعنوان: تعديل في نثرية نزار قباني: الحرية بين الأمس واليوم في مقياس الديكتاتور